# Tupolev Tu-14
Le Tupolev Tu-14 (en russe Туполев Ту-14), code OTAN Bosun, est un bombardier léger soviétique des années 1950 propulsé par deux turboréacteurs.